# 张一甲
张一甲（1606年—1657年），字退叔，号菉君，晚號宁拙，雲南临安府石屏州籍贵州贵阳府人，明朝政治人物、進士出身。

## 生平
崇祯九年（1636年）云南乡试举人，崇祯十三年（1640年）庚辰科进士，二甲二名，吏部观政，本年授礼部儀制司主事，晋精膳员外郎，又晋郎中。历任四川按察司佥事，崇祯十七年冬，佥事张一甲言张献忠自夔门入忠、万，北则李自成逼汉中，广元、昭化以南已降贼；巴、通之际，又为诸贼所掠。
南明永曆十一年（1657年），授太仆寺卿，督学四川兼陜西道监察御史，上「孤臣远出恋阙情深」疏，陈慎名器、覃实授、存大体、戒浮言、杜异教五事，俱允行。越半载竟卒，年五十有二。贈大理寺卿。

## 家族
曾孙张汉，康熙癸巳进士，繇检讨知河南府，再隽博学宏词，秩检讨，海内稱为月槎先生。